# Антрацит
Антраци́т (от лат. anthracites, из др.-греч. ἄνθραξ «уголь; карбункул») — самый древний из ископаемых углей, уголь наиболее высокой степени углефикации (метаморфизма).
Лучший сорт каменного угля, отличающийся чёрным цветом, сильным блеском, большой теплотворной способностью.
Высшая разновидность угля — твёрдого горючего полезного ископаемого, образованного из растительных остатков в результате гумификации и углефикации.
Уголь чёрно-серого цвета с металлическим блеском, твёрдый, высокой плотности и высокой электропроводности.
Антрацит может рассматриваться как переходная стадия между каменным углём и графитом. Чаще всего месторождения антрацита встречаются в районах, которые подвергались значительным движениям земной коры, таким, как отроги горных хребтов. В процессе углефикации захороненный в недрах Земли торф последовательно превращается (при соответствующих условиях) сначала в бурый, затем в каменный уголь и антрацит.

## Основные свойства
От других видов угля антрацит отличается высоким содержанием связанного углерода (91—98 %), низким содержанием влаги, серы, летучих веществ, высокой удельной теплотой сгорания, для разных марок от 26 до 33 МДж/кг. Антрацит горит быстро, без дыма и пламени, с высокой теплоотдачей, не спекается. Обладает высокой плотностью органической массы (1500—1700 кг/м³) и высокой электропроводностью. Твёрдость по минералогической шкале 2,0—2,5.
В СССР и России показателем для разделения углей на каменные угли и антрациты была принята отражательная способность витринита в воздухе и в масляной иммерсии.

## Классификации
Наибольшее количество антрацита образовалось в результате регионального метаморфизма при погружении угленосных толщ в область повышенных температур и давлений. Температура при формировании антрацита в условиях регионального метаморфизма находилась в интервале 350—550 °С, что, наряду с изменением давления, особенностями исходного материала и другими причинами, привело к образованию антрацита с различными свойствами.
В зависимости от содержания углерода и по своему технологическому применению антрацит также принято подразделять на следующие градации:
- стандартное качество (SG);
- высокое качество (HG);
- сверхвысокое качество (UHG).

### Классификационные свойства антрацита
|                                | SG антрацит | HG антрацит | UHG антрацит | Кокс |
| ------------------------------ | ----------- | ----------- | ------------ | ---- |
| Влага (максимум, %)            | 15          | 15          | 13           | 5    |
| Зола (максимум, %)             | 20          | 15          | 12           | 14   |
| Летучие вещества (максимум, %) | 10          | 10          | 5            | 2    |
| Связанный углерод (минимум, %) | 73          | 75          | 80           | 84   |
| Сера (максимум, %)             | 1,0         | 1,0         | 0,6          | 0,8  |
| Фосфор (%)                     | 0,02        | 0,02        | 0,02         | 0,04 |

В ряде ранее действующих классификаций антрациты подразделялись на марки ПА (полуантрациты) и А (антрациты). Во вновь введённых государственных стандартах на классификации углей и антрацит основных бассейнов и месторождений марка ПА не предусмотрена.
Марки (сорта) антрацита
- АКО — (Антрацит Крупный Орех, размер 25—100 мм);
- АК — (Антрацит Кулак, крупный уголь, размер 50—100 мм);
- АО — (Антрацит Орех, размер 25—50 мм);
- АМ — (Антрацит Мелкий, размер 13—25 мм);
- АС — (Антрацит Семечка, размер 6—13 мм);
- Ашлам — (Антрацит шлам) — продукт углеобогащения;
- АШ — (Антрацит Штыб, размер менее 6 мм).

## Запасы антрацита
Мировые запасы антрацита (так называемые извлекаемые ресурсы) по данным 2009 года (включая Канаду, не ведущую пока разработку запасов) составляют порядка 24 миллиардов тонн.
В 1980 году мировые запасы насчитывали 28,2 миллиарда тонн, в России было 14 миллиардов тонн антрацита.
Общие запасы антрацита составляют 1 % от мировых запасов угля (по данным 2006 года).
Антрацит залегает в пластах разной мощности обычно на средней и малой глубинах, в отложениях многих геологических систем. По объёму запасов (по состоянию на 2009 год) Россия находится на первом месте, за ней следуют Китай, Украина и Вьетнам. Крупнейший производитель антрацита — Китай, другие значимые производители — Северная Корея (в основном для внутреннего потребления), Россия, Украина, Вьетнам, Польша, Англия, Австралия, США.
Основные страны-производители антрацита, 2009 год.
| Страна         | Оставшиеся оцененные извлекаемые запасы (млн т) | Номинальный уровень добычи (млн т/год) | Оставшийся срок разработки (лет) |
| -------------- | ----------------------------------------------- | -------------------------------------- | -------------------------------- |
| Китай          | 6080                                            | 275                                    | 22                               |
| Россия         | 6870                                            | 9                                      | 763                              |
| Украина        | 5790                                            | 20                                     | 290                              |
| Вьетнам        | 2260                                            | 40                                     | 57                               |
| Северная Корея | 1530                                            | 22,5                                   | 68                               |
| Южная Африка   | 710                                             | 2,5                                    | 284                              |
| Южная Корея    | 240                                             | 2,8                                    | 86                               |
| Испания        | 200                                             | 3,5                                    | 57                               |
| США            | 60                                              | 1,6                                    | 38                               |
| Польша         | 10                                              | 0,0                                    | <253                             |

Основные угленосные бассейны: Пенсильванский (США), Альберта (Канада), Витбанк (ЮАР).
В России и СНГ антрациты выявлены в Грушевском (города Шахты, Новошахтинск, Зверево, Гуково Ростовской области), Кузнецком, Горловском, Таймырском, Тунгусском бассейнах, а также в угольных бассейнах и на месторождениях Урала и Магаданской области. Наличие высокометаморфизованных углей, в том числе антрацита, известно в Кузнецком, Печорском, Узгенском бассейнах, на месторождении Кугитанг (Туркмения). В Донбассе (Донецкая и Луганская области).

## Импорт антрацита
Крупнейшим потребителем антрацита на 2009 год является Китай, за ним следуют Япония и Южная Корея, Франция, Бельгия, Болгария, Бразилия, Испания.

## Применение антрацита
До 1980-х годов антрацит относительно редко употребляли для технологических целей, в основном же его разновидность standard grade использовалась как топливо в энергетике, на транспорте и в быту. В настоящее время антрацит, помимо использования в энергетике, применяется в чёрной и цветной металлургии, а также для производства адсорбентов и фильтрующих материалов для механических фильтров (гидроантрацит), электродов, электрокорунда, микрофонного порошка.
Антрациты UHG используются в качестве заменителя кокса и коксовой мелочи (в составе смеси с коксом) в доменных печах при пылеугольном вдувании (PCI), в производстве агломератов железной руды, железорудного окатыша, электродов.
Требования к качеству антрацита по сравнению с топливно-энергетическим использованием являются наиболее высокими. Даже сравнительно небольшое ухудшение некоторых свойств антрацита часто отрицательно влияет на качество промышленной продукции.
Согласно принятым в России и СНГ межгосударственным стандартам на угли и антрациты (классификация по генетическим и технологическим параметрам), антрациты используются в производстве водяного газа, термоантрацита, карбида кальция, электрокорунда, в пылевидном сжигании, слоевом сжигании в стационарных котловых установках и кипящем слое, топках судов, паровозов, для коммунальных и бытовых нужд, производстве извести, цемента, в агломерации руд, производстве электродов.